# 黄涧站
黃澗站（：／ Hwanggan yeok */?）是京釜線沿線的一座鐵路車站，位于韓國忠清北道永同郡黃澗面馬山里，有無窮花號列車停靠。

## 車站結構
2面4線的地面車站。

### 月台配置
| ↑ 永同          |
| ４３ \| ２１ \| |
| 秋風嶺 ↓        |

| 月台 | 路線          | 車種     | 目的地           |
| ---- | ------------- | -------- | ---------------- |
| 1    | 京釜線 忠北線 | 不使用   | 不使用           |
| 2    | 京釜線 忠北線 | 無窮花號 | 東大邱、釜山方向 |
| 3    | 京釜線 忠北線 | 無窮花號 | 首爾、榮州方向   |
| 4    | 京釜線 忠北線 | 不使用   | 不使用           |

## 历史
- 1905年1月1日，落成使用。
- 1950年6月30日，朝鲜战争爆发导致车站毁坏。
- 1956年12月30日，车站重新建成。
- 1988年1月23日，车站新站舍建成。

## 车站周边
- 京釜高速公路黄澗交流道
- 黄澗高等学校
- 黄澗中学校
- 黄澗初等学校

## 相鄰車站
韓國鐵道公社
京釜線
永同－黃澗－秋風嶺